# Richard Haydn
Richard Haydn (* 10. März 1905 in London; † 25. April 1985 in Pacific Palisades) war ein britischer Schauspieler und Filmregisseur.

## Leben und Wirken
Haydn arbeitete vorübergehend auf einer Bananenplantage in Jamaika und nebenher als Make-up-Man bei den Dreharbeiten des Films Drums in the Night, der damals auf Jamaika gedreht wurde. Wieder in London begann er seine Theaterkarriere als Kartenverkäufer und trat in den 1930er Jahren an verschiedenen Revuebühnen auf. Hier erlangte er ab 1936 einige Popularität in seiner Rolle des Edwin Carp, eines näselnden, verkniffenen und bevorzugt Fische imitierenden Trottels.
1939 kam Haydn in die Vereinigten Staaten, wo er am Broadway und in Radioproduktionen auftrat. 1941 machte er sein amerikanisches Filmdebüt, in Hollywood war er in der Folge regelmäßig auf Carp-ähnliche, gestelzte und patriarchalische Typen festgelegt. So verkörperte er etwa den Butler Thomas Rogers in der Agatha-Christie-Verfilmung Das letzte Wochenende (1945) und den langweiligen Verehrer der Hauptdarstellerin in Ernst Lubitschs Komödie Cluny Brown auf Freiersfüßen (1946). Er verkörperte aber auch andere Rollentypen, etwa den weisen Professor Oddley in der Screwball-Komödie Die merkwürdige Zähmung der Gangsterbraut Sugarpuss (1941). In Billy Wilders Komödie Ich küsse Ihre Hand, Madame verkörperte er Kaiser Franz Joseph. Weitere Rollen mit österreichischem Hintergrund waren Baron Popoff in der Operettenverfilmung Die lustige Witwe und der Musikproduzent Max Detweiler in dem weltweit erfolgreichen Musicalfilm Meine Lieder – meine Träume (1965).
Zwischen 1948 und 1950 versuchte sich Haydn bei drei Filmen als Regisseur (u. a. Filme mit Bing Crosby und William Holden), arbeitete danach aber wieder ausschließlich als Schauspieler. Ab den 1950er-Jahren übernahm er auch Rollen beim Fernsehen, 1951 lieh er der Raupe in dem Disney-Zeichentrickklassiker Alice im Wunderland. Ab Mitte der 1960er-Jahre zog er sukzessive von der Schauspielerei zurück, übernahm aber noch Gastauftritte in Serien wie Bonanza oder Verliebt in eine Hexe. Haydn stand letztmals 1974 als Herr Falkstein in der Gruselkomödie Frankenstein Junior von Mel Brooks vor der Kamera.
Haydn blieb unverheiratet und kinderlos, war aber 1943 kurzzeitig mit Maria Riva (der Tochter von Marlene Dietrich) verlobt gewesen. Er starb 1985 mit 80 Jahren in seinem Haus im kalifornischen Pacific Palisades.

## Filmografie (Auswahl)
- 1941: Die merkwürdige Zähmung der Gangsterbraut Sugarpuss (Ball of Fire)
- 1943: Auf ewig und drei Tage (Forever and a Day)
- 1943: Keine Zeit für Liebe (No Time for Love)
- 1945: Mann ohne Herz (Adventure)
- 1945: Das letzte Wochenende (And Then There Were None)
- 1945: Tonight and Every Night
- 1946: Cluny Brown auf Freiersfüßen (Cluny Brown)
- 1946: Das Vermächtnis (The Green Years)
- 1947: Eine Welt zu Füßen (The Foxes of Harrow)
- 1947: Singapur (Singapore)
- 1947: Amber, die große Kurtisane (Forever Amber)
- 1948: Ich küsse Ihre Hand, Madame (The Emperor Waltz)
- 1948: Belvedere räumt auf (Sitting Pretty)
- 1951: Alice im Wunderland (Alice in Wonderland)
- 1952: Die lustige Witwe (The Merry Widow)
- 1953: Es begann in Moskau (Never Let Me Go)
- 1953: Der tollkühne Jockey (Money from Home)
- 1954: Ihre zwölf Männer (Her Twelve Men)
- 1955: Jupiters Liebling (Jupiter's Darling)
- 1958: Hart am Wind (Twilight for the Gods)
- 1960: Meisterschaft im Seitensprung (Please Don't Eat the Daisie)
- 1960: Versunkene Welt (The Lost World)
- 1962: Meuterei auf der Bounty (Mutiny on the Bounty)
- 1965: Meine Lieder – meine Träume (The Sound of Music)
- 1965: Clarence, der schielende Löwe (Clarence, the Cross-Eyed Lion)
- 1967: Bullwhip Griffin oder Goldrausch in Kalifornien (The Adventures of Bullwhip Griffin)
- 1974: Frankenstein Junior (Young Frankenstein)

### Regie
- 1948: Miss Tatlock’s Millions
- 1949: Dear Wife
- 1950: Mr. Music